# Alliston
Alliston is een plaats gelegen in het zuiden van de Canadese provincie Ontario. De plaats bevindt zich in New Tecumseth, een town die deel uitmaakt van Simcoe County. Alliston ligt aan Highway 89 op zo'n 40 km ten noorden van de buitenwijken van Toronto. Alliston telt 19.243 inwoners (2016).

## Bekende (ex-)inwoners
Geboren
- Frederick Banting (1891-1941), nobelprijswinnaar
- Ricardo Hoyos (1995), acteur

Gewoond
- Margaret Atwood (1939), schrijfster